# Locul fosilifer din Valea Lionii-Peștiș
Locul fosilifer din Valea Lionii-Peștiș este o arie protejată de interes național ce corespunde categoriei a IV-a IUCN (rezervație naturală de tip paleontologic), situată în județul Bihor, pe teritoriul administrativ al orașului Aleșd, satul Peștiș.
Rezervația naturală aflată în apropierea orașului Aleșd, are o suprafață de 0,01 ha, și reprezintă un depozit de resturi  fosilife în marnă calcaroasă, resturi fosile de crinoide (echinoderme primitive cu corp în formă de caliciu cu brațe), lamelibranhiate (moluște cu branhii în formă de lamele), precum și un depozit cu resturi fosile de reptile, ce au aparținut Triasicului mediu.